# Siraj Sikder
Siraj Sikder (Bengalí: সিরাজ সিকদার)  ( 27 de octubre de 1944, Bhedarganj, Raj británico – 2 de enero de 1975, Bangladés) fue un político y revolucionario de Bangladés. 

## Biografía
Teórico e ideólogo del marxismo-leninismo (pensamiento Mao Zedong), fue fundador y líder del Partido Proletario de Bengala Oriental (Bengalí: পূর্ব বাংলার সর্বহারা পার্টি) y participó en la Guerra de Liberación de Bangladés.
Murió asesinado en prisión el 2 de enero de 1975.